# Francisco García y León
Francisco García y León Bustamante fue un militar y político peruano.
Nació en Piura, Perú, en 1828. Hijo de Juan Francisco García y Carrasco y Mercedes de León y Bustamante. El 14 de mayo de 1850 se casó en la Catedral de Piura con Tomasa de León y Seminario, quien fuera miembro de la norable familia Seminario del departamento de Piura.
En 1868 fue elegido diputado suplente por la provincia de Piura. En 1872 fue reelegido como diputado propietario o titular por dicha provincia, ejerciendo ese cargo hasta 1876.
Durante la Guerra del Pacífico participó en las batallas de San Juan y de Miraflores durante la defensa de Lima. Respaldó luego al presidente García Calderón siendo desterrado por los chilenos junto a su hermano Ignacio retornando al Perú en 1883
En 1884, como diputado de la provincia de Huancabamba formó parte de la Asamblea Constituyente convocado por el presidente Miguel Iglesias luego de la firma del Tratado de Ancón que puso fin a la Guerra del Pacífico. Esta asamblea no sólo ratificó dicho tratado sino también ratificó como presidente provisional a Miguel Iglesias, lo que ocasionó la Guerra civil peruana de 1884-1885.
Entres 1908 y 1912 fue elegido senador suplente por el departamento de Piura y, entre 1913 y 1918 fue reelegido como senador titular por el mismo departamento mientras, paralelamente, también ocupó la diputación titular por la provincia de Piura.